# Метцельдер, Мальте
Мальте Метце́льдер (нем. Malte Metzelder; 19 мая 1982, Хальтерн-ам-Зее, Северный Рейн-Вестфалия, ФРГ) — немецкий футболист, защитник. Ныне спортивный директор клуба «Пройссен».

## Карьера
Метцельдер начал профессиональную карьеру в 2001 году в клубе «Пройссен» (Мюнстер).
Два года спустя он присоединился к дортмундской «Боруссии», где в это время выступал его старший брат, Кристоф. Мальте редко появлялся в основном составе, он провёл только 9 матчей, все в сезоне 2003/04, а также 2 минуты на поле в матче Кубка УЕФА против венской «Аустрии».
В 2005 году Мальте покинул Дортмунд и присоединился к «Аалену», выступавшему в Региональной лиге «Юг».
Два года спустя Метцельдер перешёл в «Ингольштадт 04», с которым в первый же сезон пробился во Вторую Бундеслигу.
Летом 2014 года завершил карьеру футболиста из-за проблем с коленом.
В марте 2017 года Метцельдер завершил магистерскую программу в области спортивного менеджмента в Университете прикладных наук Кобленца, а в апреле занял пост спортивного директора в своём родном клубе «Пройссен» Мюнстер.

## Личная жизнь
Старший брат Кристоф — также известный футболист, выступавший за сборную Германии.